# Renzo De Felice
Renzo De Felice (Rieti, 8 de abril de 1929-Roma, 25 de mayo de 1996) fue un historiador italiano, cuya obra es una de las más importantes contribuciones al estudio de la Italia fascista.

## Biografía
En su juventud militó en el Partido Comunista Italiano, aunque progresivamente fue virando a una ideología «liberal con tintes conservadores». Su principal trabajo es una biografía de Benito Mussolini, estructurada en ocho volúmenes. Ha sido definido como una obra «controvertida», con algunos historiadores alabándola, mientras otros sospechan que se trata de «un monumento» al dictador italiano. Fue atacado tanto por estudiosos de ideología «liberaldemócrata» como marxista, que le llegaron a tachar de «revisionista» y «legitimador del fascismo» aunque en la década de 1990 la mayor parte de las líneas historiográficas aceptaban su tesis sobre un «consenso» de la sociedad italiana con el régimen fascista.
Su biografía de Mussolini está formada por: Mussolini il rivoluzionario (1965), Mussolini il fascista (1966-1968), Mussolini il duce (1974-1981) y Mussolini l'alleato (1990-1997).

## Escuela académica
El revisionismo de Renzo De Felice y de los historiadores que se refieren a él pretende, sin negar la dictadura y sus pecados mayores (como la guerra, la abolición de la libertad de prensa y las leyes raciales fascistas), revisar el juicio histórico tradicional sobre el fascismo (el de una simple "enfermedad moral", propuesto por Benedetto Croce o el de un régimen común reaccionario y "burgués" , propuesto por los marxistas), subrayando, entre otras cosas, el consenso alcanzado por el régimen fascista, especialmente entre 1929 y 1936, en la sociedad italiana. Sin embargo, la definición de esta interpretación como "revisionismo" (libre de cualquier intención profascista) se limita esencialmente al contexto cultural italiano, ya que el término revisionismo generalmente se refiere a áreas más amplias y diferenciadas en el contexto del debate histórico internacional.
Inicialmente, De Felice fue muy controvertido, a pesar de ser hoy considerado el historiador más grande de los veinte años. Cuando publicó el primer volumen de la conocida biografía de Mussolini, la historiografía y la cultura italianas todavía estaban divididas por barreras muy rígidas e investigaciones que contradecían la interpretación historiográfica predominante del fascismo, Mussolini y la guerra de liberación se expusieron a fuertes críticas y duras críticas. controversias. El historiador fue acusado por la izquierda de justificar el fascismo y de apegarse excesivamente al personaje que era objeto de su obra.
Por otro lado, sus investigaciones, reconocidas más tarde por una buena parte de los académicos como generalmente serias y escrupulosamente documentadas, fueron a menudo torcidas (con evidente extensión de las tesis defelicianas) por los seguidores de las teorías más politizadas para negar las responsabilidades históricas del fascismo.